# Pán prstenů
Pán prstenů (v anglickém originále The Lord of the Rings) je epický román žánru hrdinská fantasy od Johna Ronalda Reuela Tolkiena, napsaný s přestávkami v letech 1937–1949. Patří mezi nejznámější fantasy příběhy, někdy bývá označován za zakládající dílo žánru. Jedná se o třetí nejprodávanější román vůbec – prodalo se přes 150 milionů výtisků. V roce 1957 získal cenu International Fantasy Award.
Dílo je někdy označováno za trilogii, Tolkien je ale koncipoval jako celek složený ze šesti knih a původně si přál, aby vyšly v jednom svazku. Rozdělení do tří svazků včetně jejich pojmenování (Společenstvo Prstenu, Dvě věže a Návrat krále) prosadil vydavatel z obchodních důvodů.

## Shrnutí díla
Tolkien napsal své smyšlené příběhy včetně Pána prstenů jako mytologii pro Anglii, která na tomto poli značně zaostávala za severogermánskými bratry. Také potřeboval světy a legendy pro své umělé jazyky, neboť podle jeho slov „jazyk není živý, pokud nemá svoji historii, příběhy, které za ním stojí.“
Příběh popisuje světový konflikt dobra se zlem. Úkolem dobra v tomto příběhu je zničit Jeden prsten, který ve spojení se svým pánem Sauronem představuje děsivou ničivou sílu ohrožující celou Středozem. V knize sledujeme sjednocení národů a ras Středozemě v rozhodujícím zápase s Temným pánem Sauronem. V několika dějových liniích je představeno jak kolektivní hrdinství vojsk Západu, tak putování a individuální hrdinství jednotlivých členů Společenstva Prstenu. Ač to autor popíral, k atmosféře knih výrazně přispěla doba jejich vzniku-období druhé světové války a roků před i po ní.

## Spojení s ostatními Tolkienovými díly
Pán prstenů volně navazuje na knihu Hobit aneb cesta tam a zase zpátky. V zájmu návaznosti příběhu provedl Tolkien po vydání Pána prstenů v textu Hobita určité úpravy. Oba romány vycházejí z rozsáhlých dějin fiktivního světa Arda. Příběhy z mytologie tohoto světa jsou obsaženy v knize Silmarillion a v dalších svazcích, které na základě materiálu z otcovy pozůstalosti postupně připravuje k vydání autorův syn Christopher.

## Filmové adaptace a inspirace jiných děl
Dílo bylo několikrát zfilmováno – první díl a část druhého jako animovaný film roku 1978 (režisér Ralph Bakshi), poslední díl jako televizní animovaný film roku 1980 (režiséři Bass a Rankin), v roce 1991 ruská hraná televizní adaptace prvního dílu Natalie Serebrjakovové pod názvem Chranitěli (Хранители, „znovuobjevena“ v roce 2021) a v letech 2001–2003 celý příběh Peterem Jacksonem jako filmová trilogie. Pán prstenů se převážně točil na Novém Zélandu a můžeme zde najít i filmové Hobití nory.
Na podzim roku 2017 americká společnost Amazon oznámila získání práv na seriálové zpracování s možnými spin-offy. Seriál Pán prstenů: Prsteny moci začal být vysílán v roce 2022.
Na motivy knihy také vzniklo velké množství počítačových her. Také hry na hrdiny často hledají inspiraci v Tolkienových příbězích.

### Trilogie Petera Jacksona
| Název                             | Původní název                                     | Režie         | Scénář                                                    | Premiéra v USA    | Premiéra v ČR  |
| --------------------------------- | ------------------------------------------------- | ------------- | --------------------------------------------------------- | ----------------- | -------------- |
| Pán prstenů: Společenstvo Prstenu | The Lord of the Rings: The Fellowship of the Ring | Peter Jackson | Fran Walsh Philippa Boyens Peter Jackson                  | 19. prosince 2001 | 10. ledna 2002 |
| Pán prstenů: Dvě věže             | The Lord of the Rings: The Two Towers             | Peter Jackson | Fran Walsh Philippa Boyens Stephen Sinclair Peter Jackson | 18. prosince 2002 | 16. ledna 2003 |
| Pán prstenů: Návrat krále         | The Lord of the Rings: The Return of the King     | Peter Jackson | Fran Walsh Philippa Boyens Peter Jackson                  | 17. prosince 2003 | 15. ledna 2004 |

## Historie vzniku českého překladu
Český překlad pořídila pro osobní potřebu v letech 1979–1980 Stanislava Pošustová, pracovnice knihovny anglistiky FF UK. Ačkoli záhy získala příslib k vydání v nakladatelství Mladá fronta, překlad byl z obav o možné politické konotace vydán až v letech 1990–1992. Během osmdesátých let nicméně strojopis překladu z vlastního popudu překladatelky koloval mezi disidenty.